# Santa Fe de Mondújar (kommun)
Santa Fe de Mondújar är en kommun i Spanien.   Den ligger i provinsen Provincia de Almería och regionen Andalusien, i den södra delen av landet, 400 km söder om huvudstaden Madrid. Antalet invånare är 463. Arean är 35 kvadratkilometer. Santa Fe de Mondújar gränsar till Alhama de Almería, Alhabia och Alsodux. 
Terrängen i Santa Fe de Mondújar är kuperad åt nordväst, men åt sydost är den platt.